# Agustín Cortés Soriano
Agustín Cortés Soriano (ur. 23 października 1947 w Walencji) – hiszpański duchowny katolicki, biskup Sant Feliu de Llobregat w latach 2004–2024.

## Życiorys

### Prezbiterat
Święcenia kapłańskie otrzymał 23 grudnia 1971 i został inkardynowany do archidiecezji walenckiej. Po święceniach został wikariuszem kościoła w Quart de Poblet, zaś w 1974 został jego rektorem. W 1976 otrzymał nominację na dyrektora sekretariatu kurialnego ds. apostolstwa młodzieży, a w 1978 objął urząd arcybiskupiego sekretarza. W 1987 został mianowany rektorem seminarium w Walencji.

### Episkopat
20 lutego 1998 papież Jan Paweł II mianował go biskupem ordynariuszem diecezji Ibizy. Sakry biskupiej udzielił mu ówczesny nuncjusz w Hiszpanii – abp Lajos Kada.
15 czerwca 2004 został pierwszym biskupem nowo powstałej diecezji Sant Feliu de Llobregat, zaś 12 września 2004 kanonicznie objął w niej rządy.
8 października 2024 papież Franciszek przyjął jego rezygnacje z pełnionego urzędu, złożoną ze względu na wiek.